# Kapsantijärvi
Kapsantijärvi är en sjö i Finland. Den ligger i kommunen Enare i landskapet Lappland, i den norra delen av landet, 1 000 km norr om huvudstaden Helsingfors. Kapsantijärvi ligger 254,2 meter över havet. Omgivningarna runt Kapsantijärvi är i huvudsak ett öppet busklandskap. Arean är 33 hektar och strandlinjen är 3,92 kilometer lång. Sjön  ingår i Pasvik älvs huvudavrinningsområde. 